# Comitatul Wayne, Utah
Comitatul Wayne, conform originalului din limba engleză, Wayne County, este unul din cele 29 de comitate ale statului american Utah. Reședința comitatului este localitatea Loa. GR6. Denominarea Warren County are codul FIPS de 49 - 055 Arhivat în 5 septembrie 2015, la Wayback Machine..
Comitatul a fost fondat în 1892 din comitatul Paiute și denumit în onoarea unui delegat la convenția constituțională de constituire a statului .  Populația totală a comitatului, conform recensământului Statelor Unite Census 2000, efectuat de United States Census Bureau, era de 2.450 de locuitori, iar după o estimare din 2008 era de 2.589 persoane.

## Geografie

### Comitate adiacente
- Comitatul Sevier, statul Utah - la nord și nord-vest
- Comitatul Emery, Utah - la nord
- Comitatul Grand, Utah - la nord-est
- Comitatul San Juan, Utah - la est
- Comitatul Garfield, Utah - la sud
- Comitatul Paiute, Utah - la vest

## Galerie de imagini

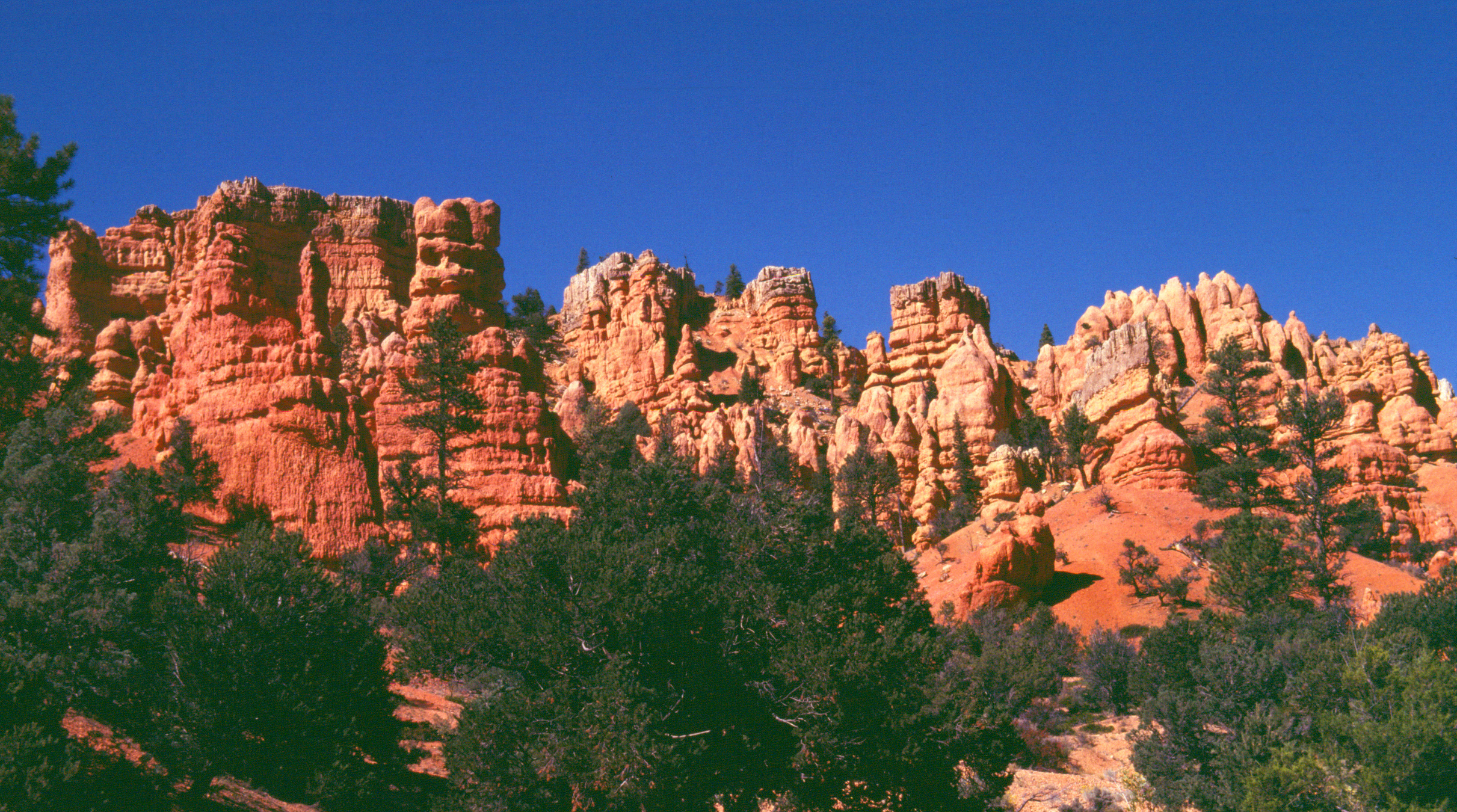
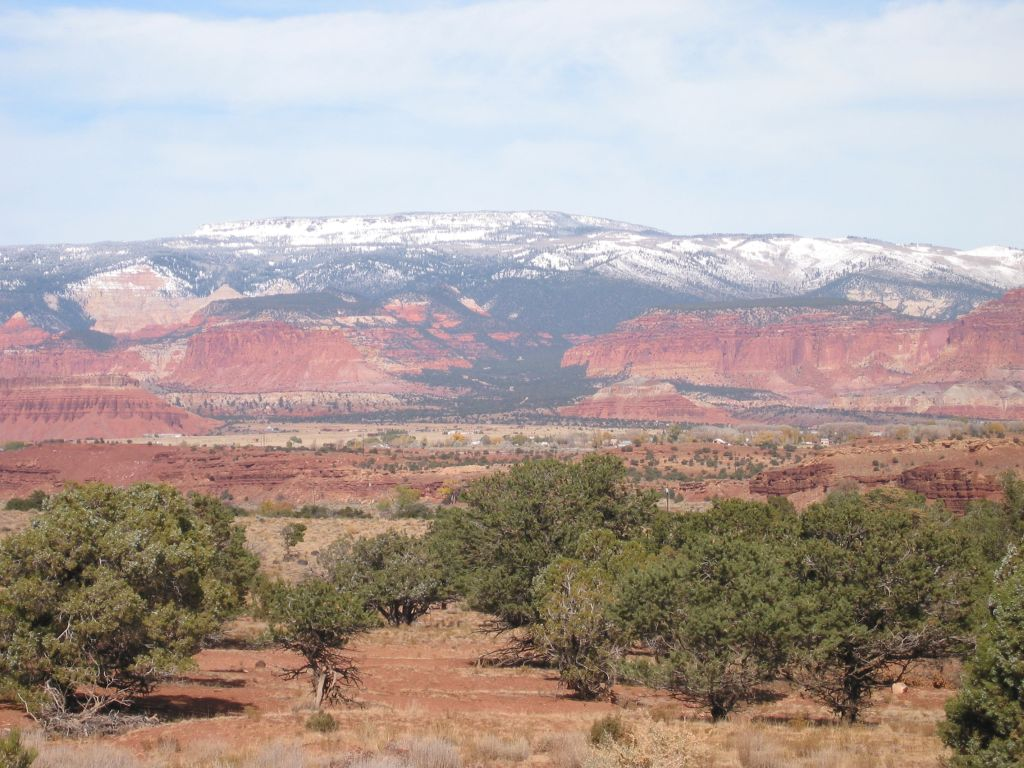
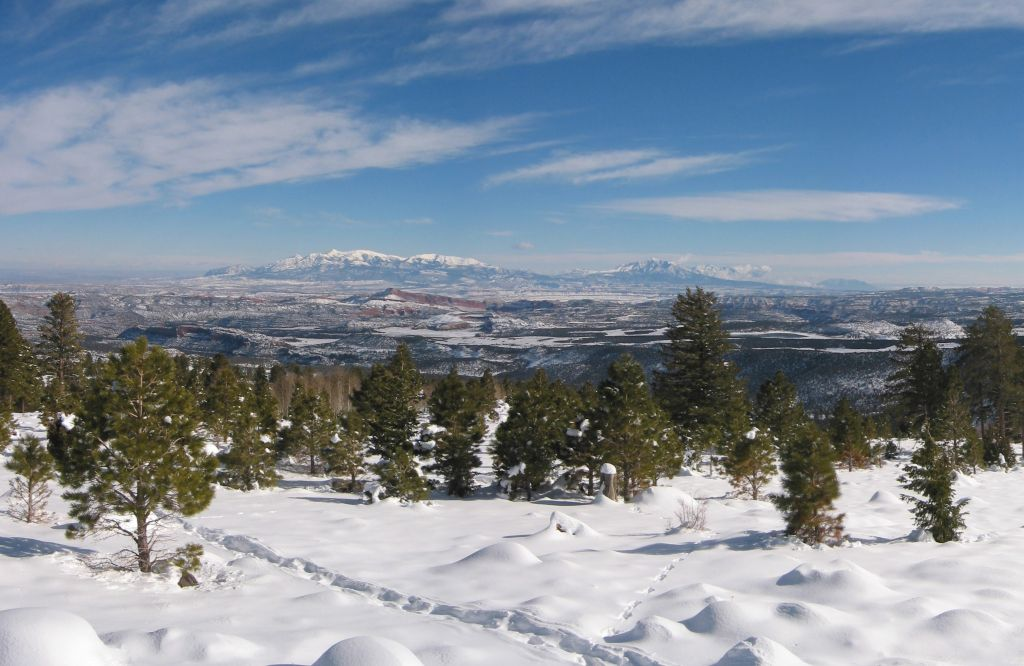
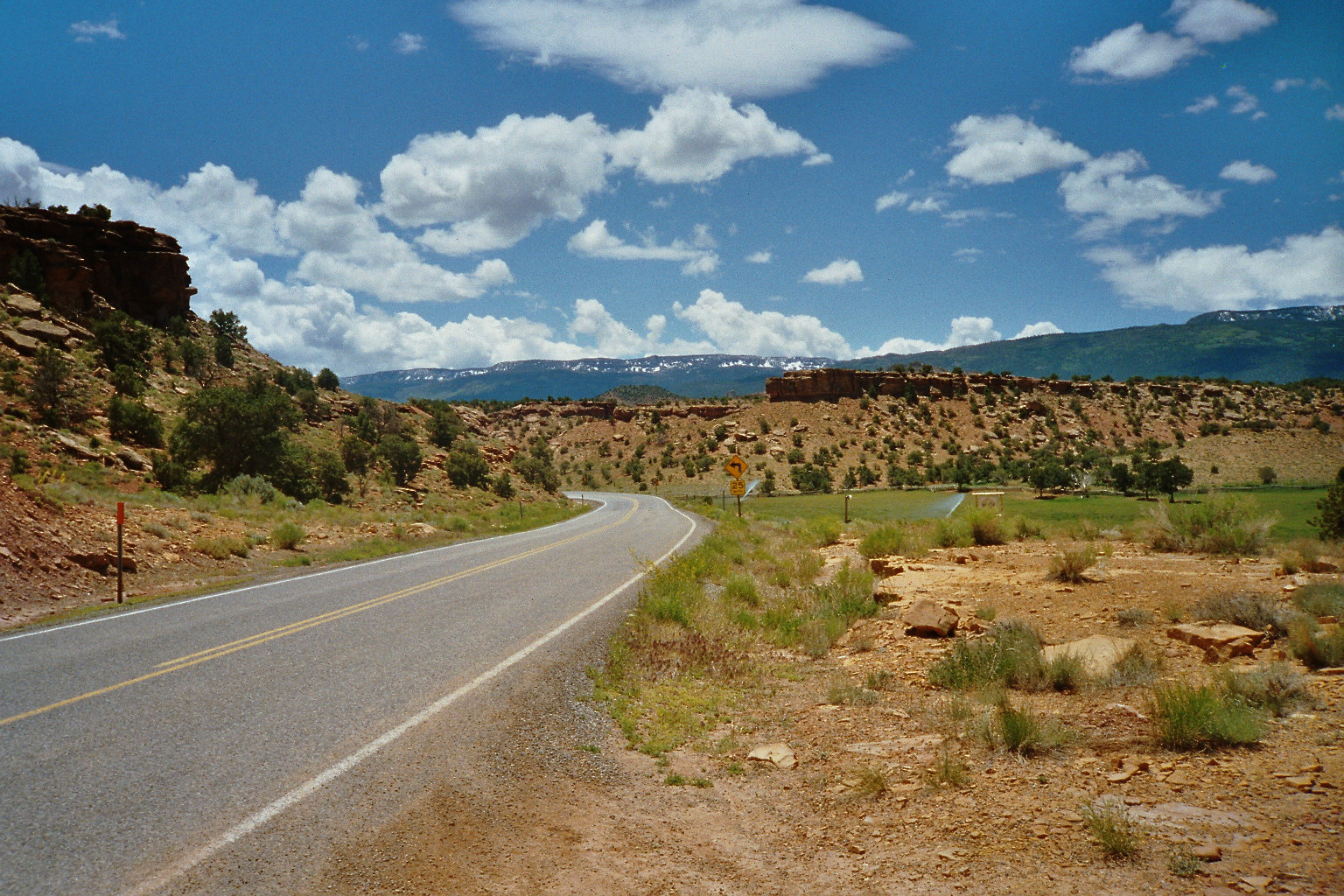

## Demografie
|  | Graficele sunt indisponibile din cauza unor probleme tehnice. Mai multe informații se găsesc la Phabricator și la wiki-ul MediaWiki. |

Date: Wikidata - grafică realizată de Wikipedia